# 愛沙尼亞人民聯盟
愛沙尼亞人民聯盟是愛沙尼亞的一個已不存在的政黨。
2003年議會選舉，人民聯盟拿下13席，得票率13.0%。2007年議會選舉，該黨得票率滑落至7.1%，席次6席。2011年議會選舉，該黨未能跨越5%的選舉門檻，未有取得議席。
愛沙尼亞人民聯盟以「愛沙尼亞鄉村人民黨」之名於1994年929日成立。1999年10月18日更名為「愛沙尼亞人民聯盟」。2000年6月10日，人民聯盟與愛沙尼亞鄉村聯盟（Eesti Maaliit, EML）、愛沙尼亞退休者與家庭黨（Eesti Pensionäride ja Perede Erakond, EPPE）合併成為最大政黨，2003年再次與新愛沙尼亞黨（Erakond Uus Eesti）合併。
人民聯盟是帶有民粹主義、社會民主主義色彩的農業政黨。因此該黨在城市中未能取得廣泛支持，但這情形在過去數年開始出現變化。該黨在城市中的支持率逐漸上升，並開始投入俄語族群的政治活動。
愛沙尼亞人民聯盟目前是歐洲民族聯盟成員。
由於2007年選舉結果並不理想，人民聯盟尋求合併的機會。2010年該黨與社會民主黨達成協議。但在特別黨大會中，412名代表中只有172名贊成。也有人認為人民聯盟可與中間黨合併。這次合併的失敗導致黨員的出走。

## 外部連結
- 官方網站 （页面存档备份，存于）